# 石梯乡
石梯乡是中国陕西省安康市汉滨区下辖的一个乡。

## 行政区划
石梯乡下辖以下行政区：
双村、九条沟村、杨寇村、大石村、双联村、丰富村、花果村、致富村、青石村、联乡村、三桥村、叶沟村、烟岭村、彭垭村、柳河村、尖山村、黄龙庙村、兴坪村、迎春村、水田村、冯山村、石坡村、青套村、刘坝村